# Карл Емануил IV Савойски
Вижте пояснителната страница за други личности с името Карл Емануил.
Карл Емануил IV Савойски „Изгнаникът“ (на италиански: Carlo Emanuele IV di Savoia, detto anche l'Esiliato; * 24 май 1751, Торино, Сардинско кралство; † 6 октомври 1819, Рим, Папска държава), е крал на Сардиния, 18-и херцог на Савоя и суверен на Савойската държава от 1796 до 1802 г.
По права линия е прапрапраправнук на английския крал Чарлз I и през 1807 г. е щял да заеме английския престол, ако век по-рано в Англия не е била извършена т. нар. „Славна революция“. Въпреки това през 1807 г. Карл Емануил IV е признат от якобитите за легитимен якобитски претендент за короната на Обединеното кралство.

## Произход
Карл Емануил IV е роден като Карл Емануил Фердинанд Мария Савойски, принц на Пиемонт. Той е най-големият син на краля на Сардиния Виктор Амадей III Савойски (* 1726, † 1796) и на испанската инфанта Мария Антония (* 1729, † 1785). Негови дядо и баба по бащина линия са кралят на Сардиния Карл Емануил III и ландграфинята Поликсена фон Хесен-Ротембург-Рейнфелс , а по майчина – испанският крал Филип V и Елизабет Пармска. По майчина линия е праправнук на френския крал Луи XIV. Има пет братя и шест сестри:
- Мария Елизабета Карлота (* 1752, † 1753)
- Мария Жозефина Луиза Бенедикта (* 1753, † 1810), съпруга на Луи Бурбон-Френски, бъдещ крал на Франция с името Луи XVIII
- Амадей Александър (* 1754, † 1755), херцог на Монферат
- Мария Тереза (* 1756, † 1805), съпруга на Шарл Бурбон-Френски, бъдещ крал на Франция с името Шарл X
- Мария Анна Каролина Габриела (* 1757, † 1824), съпруга на Бенедикт Мария Маврийкий Савойски, херцог на Шабле
- Виктор Емануил (* 1759, † 1824), крал на Сардиния от 1802 до 1821 г. под името Виктор Емануил I, съпруг на Мария Тереза Австрийска-Есте
- Мария Кристина Жозефина (* 1760, † 1768)
- Маврикий Йосиф Мария (* 1762, † 1799), херцог на Монферат, неженен;
- Мария Каролина Антоанета Аделаида (* 1764, † 1782), съпруга на Антон Саксонски, бъдещ крал на Саксония с името Антон I
- Карл Феликс Йосиф Мария (* 1765, † 1831), крал на Сардиния от 1821 до 1831 г., последен от най-стария клон на династията, съпруг на Мария Кристина Бурбон-Двете Сицилии
- Йосиф Бенедикт Мария Плацид (* 1766, † 1802), граф на Мориен (-1796) и Асти (1796 – 1802).

Карл Емануил е братовчед на Хенри Бенедикт Стюарт, кардинал-херцог на Йорк – последният мъжки представител на кралския род на Стюартите. Карл Емануил и Хенри Бенедикт са преки потомци на английския крал Чарлз I, с тази разлика че Хенри Стюарт проследява родословието си до английския крал по мъжка линия като пряк потомък на сина му – крал Джеймс II, когото Славната революция сваля от престола през 1688 г. От своя страна Карл Емануил IV е потомък на Чарлз I чрез дъщерята на последния – орлеанската херцогиня Хенриета-Анна Стюарт.
Когато Хенри-Бенедикт умира през 1807, Карл Емануил IV става най-възрастният пряк потомък на Чарлз I и като такъв е признат от якобитите за законен крал на Англия, Шотландия, Ирландия и Франция под името Чарлз IV. Няма обаче никакви доказателства Карл Емануил някога да е правил публични изявления, с които да е предявявал претенции за английската корона.

## Биография

### Брак
През 1773 г. баща му се възкачва на трона на Сардиния и от този момент започва да организира брака на Карл Емануил на политическа основа. Две от сестрите му са омъжени за по-малките братя на френския крал Луи XVI: Мария Жозефина за графа на Прованс, бъдещ крал Луи XVIII, и Мария Тереза за графа на Артоа, по-късно крал Шарл X. След две години преговори, на 21 август 1775 г., Карл Емануил се жени чрез пълномощник за сестрата на Луи XVI, Мария Клотилда. Същинската сватба е отпразнувана на 6 септември 1775 г. в Шамбери. Въпреки че бракът е по интерес, двойката е много сплотена: и двамата споделят много строга и умерена католическа вяра. Опитите им да се сдобият с деца обаче остават неуспешни.

### Последици от Френската революция
Болнав, епилептик, психически крехък, Карл Емануил е дълбоко засегнат от последиците от Френската революция: през 1793 г. неговият девер Луи XVI е осъден на смърт, през 1793 г. неговата балдъза Мария Антоанета има същата съдба, на следващата година е ред на другата му балдъза, Мадам Елизабет, и войските на Френската република нахлуват във владенията на баща ѝ.
Много набожен, подобно на Амадей IX, Карл Емануил намира облекчение във вярата си: през 1794 г. той става член на Третия орден на Свети Доминик, приемайки името „Карл Емануил на Св. Хиацинт“.

### Управление
На 6 декември 1796 г. френските войски начело с генерал Жубер окупират Торино и принуждават Карл Емануил да предаде на Франция всички континентални територии на кралството и да се оттегли на острова, който остава негово владение. На следващата година Карл Емануил IV прави неуспешен опит да си възвърне земите, окупирани от французите.
След смъртта на баща му Виктор Амадей III, на 16 октомври 1796 г. Карл Емануил го наследява на трона като крал Карл Емануил IV на Сардиния. Това е изключително трудно време, така че той определя трона си като „трънен венец“. С примирието от Кераско от 28 април 1796 г. баща му е трябвало да отстъпи Савоя и Ница на Френската република и да позволи военната окупация на част от Пиемонт. Карл Емануил, с френските войски де факто господари на територията, решава на 4 април 1797 г. да подпише предварително споразумение с Франция, с което е готов да се откаже от Сардиния, за да получи равностойна компенсация в Италия. Държавната хазна е празна, армията е отслабена и дезорганизирана и революцията назрява сред обикновените хора: между 1796 и 1798 г. са осуетени две конспирации срещу него и отговорните са осъдени на смърт. Карл Емануил претърпява серия от унижения от Наполеонова Франция, докато на 6 декември 1798 г. не е принуден да отстъпи останалите територии на Италианския полуостров и запазва суверенитета единствено над Сардиния.
След загубата на Пиемонт, който става френска военна област, Карл Емануил IV и съпругата му напускат Торино за Парма и впоследствие за Флоренция. През февруари 1799 г. съображения за сигурност го принуждават да се оттегли в Сардиния. На следващия месец французите окупират Флоренция и прогонват Великия херцог на Тоскана от владенията му. В Сардиния Карл Емануил прави официален протест срещу отнемането срещу отнемането на неговите континентални държави, обявява множество реформи за острова и отваря пристанищата му за английския флот. Междувременно руската армия освобождава Торино от французите. По покана на цар Павел I, който чрез генерал Александър Суворов е изпратил граф Александро де Редже ди Гифленга в Сардиния, за да възстанови короната на краля в изгнание, Карл Емануил IV решава да напусне острова след престой от шест месеца, за да се върне у дома. Когато пристига в Ливорно със съпругата си на 22 септември 1799 г. обаче, той открива, че руснаците са оставили Пиемонт в ръцете на австрийците, които не са склонни да подкрепят завръщането му. След това той решава да се засели във вилата в Поджо Империале близо до Флоренция, където се среща с един от своите пиемонтски поданици, Виторио Алфиери.
Перспективите на Карл Емануил IV се влошават още повече с издигането на Наполеон на поста първи консул на Френската република. Между 1800 и 1802 г. той и съпругата му живеят между Рим, Фраскати, Неапол и Казерта. Запазил формално кралската си титла, Карл Емануил IV се установява в Рим, където живее в градчето Фраскати. Там той често гостува на братовчед си Хенри Бенедикт Стюарт.

### Последни години и смърт
В края на февруари 1802 г. съпругата му Мария Клотилда се разболява от коремен тиф и умира на 7 март 1802 г. Карл Емануил IV е унищожен от мъка и се завръща в Рим. На 4 юни 1802 г. в Палацо Колона той абдикира в полза на своя брат Виктор Емануил I.
През целия си живот Карл Емануил IV е много заинтересован от възстановяването на Йезуитския орден, разпуснат през 1773 г. Той има голямо внимание и връзки с йезуитите от Сасари, особено с тези, които управляват Интерната на архиепископ Антонио Канополо. През 1814 г. орденът е възстановен и след шест месеца, на 11 февруари 1815 г., на 64-годишна възраст, Карл Емануил става йезуитски послушник в Рим. Той живее като такъв до църквата „Сант Андреа ал Куиринале“ до смъртта си на 6 октомври 1819 г., няколко месеца след посещението на неговия племенник Карл Алберт Савойски-Каринян. Погребан е близо до главния олтар на църквата.

## Брак и потомство
∞ 21 август 1775 г. (пълномощник), 6 септември 1775 г. в Шамбери за сестрата на Луи XVI, принцеса Мария Клотилда Бурбон-Френска (* 23 септември 1759, Версай; † 7 март 1802, Неапол), от която няма деца.